# 劉俊雄
劉俊雄（1951年1月4日—），台灣政治人物，民主進步黨籍，前立法委員。

## 外部連結
立法院 （页面存档备份，存于）